# Élections cantonales de 1992 dans la Drôme
Les élections cantonales de 1992 dans la Drôme ont lieu les 22 et 29 mars.
Lors de ces élections, 18 des 36 cantons de la Drôme sont renouvelés. Elles ont vu l'élection de la majorité UDF dirigée par Jean Mouton, succédant à Rodolphe Pesce, président socialiste du conseil général depuis 1985.

## Résultats à l’échelle du département
Répartition départementale des résultats (2e tour).
- PCF (1,35 %)
- PS (33,55 %)
- Majorité (7,27 %)
- GE (0,57 %)
- RPR (19,14 %)
- UDF (25,47 %)
- DVD (8,17 %)
- FN (4,48 %)

| Étiquette      | Étiquette                          | Premier tour | Premier tour | Second tour | Second tour | Sièges |
| Étiquette      | Étiquette                          | Voix         | %            | Voix        | %           | Sièges |
| -------------- | ---------------------------------- | ------------ | ------------ | ----------- | ----------- | ------ |
|                | Parti socialiste                   | 21 414       | 22,40        | 25 128      | 33,55       | 3      |
|                | Parti communiste français          | 6 392        | 6,69         | 1 009       | 1,35        | 0      |
|                | Majorité présidentielle            | 5 494        | 5,75         | 5 443       | 7,27        | 0      |
|                | Extrême gauche                     | 836          | 0,87         |             |             |        |
| Gauche         | Gauche                             | 34 136       | 35,71        | 31 580      | 42,17       | 3      |
|                |                                    |              |              |             |             |        |
|                | Union pour la démocratie française | 18 760       | 19,63        | 19 080      | 25,47       | 5      |
|                | Front national                     | 12 358       | 12,93        | 3 355       | 4,48        | 0      |
|                | Rassemblement pour la République   | 10 749       | 11,25        | 14 340      | 19,14       | 6      |
|                | Divers droite                      | 10 646       | 11,14        | 6 123       | 8,17        | 3      |
|                | Extrême droite                     | 961          | 1,01         |             |             |        |
| Droite         | Droite                             | 53 474       | 55,96        | 42 898      | 57,26       | 14     |
|                |                                    |              |              |             |             |        |
|                | Les Verts                          | 6 880        | 7,20         |             |             |        |
|                | Génération écologie                | 1 092        | 1,14         | 430         | 0,57        | 1      |
| Écologistes    | Écologistes                        | 7 972        | 8,34         | 430         | 0,57        | 1      |
|                |                                    |              |              |             |             |        |
| Inscrits       | Inscrits                           | 141 429      | 100,00       | 123 953     | 100,00      |        |
| Abstention     | Abstention                         | 40 749       | 28,81        | 43 501      | 35,09       |        |
| Votants        | Votants                            | 100 680      | 71,19        | 80 452      | 64,91       |        |
| Blancs et nuls | Blancs et nuls                     | 5 098        | 5,06         | 5 544       | 6,89        |        |
| Exprimés       | Exprimés                           | 95 582       | 94,94        | 74 908      | 93,11       |        |

## Résultats par canton

### Canton de Bourg-de-Péage
| Candidats      | Candidats                | Étiquette      | Premier tour | Premier tour | Second tour | Second tour |
| Candidats      | Candidats                | Étiquette      | Voix         | %            | Voix        | %           |
| -------------- | ------------------------ | -------------- | ------------ | ------------ | ----------- | ----------- |
|                | Henri Durand*            | DVD            | 4 582        | 44,13        | 4 784       | 52,58       |
|                | Didier Guillaume         | PS             | 2 009        | 19,35        | 2 739       | 30,11       |
|                | Bernard Pinet            | FN             | 1 847        | 17,79        | 1 575       | 17,31       |
|                | Cécile Pascal            | Verts          | 1 511        | 14,55        |             |             |
|                | Marcelle Ferrero Varsino | PCF            | 434          | 4,18         |             |             |
|                |                          |                |              |              |             |             |
| Inscrits       | Inscrits                 | Inscrits       | 16 267       | 100,00       | 16 267      | 100,00      |
| Abstention     | Abstention               | Abstention     | 5 324        | 32,73        | 6 712       | 41,26       |
| Votants        | Votants                  | Votants        | 10 943       | 67,27        | 9 555       | 58,74       |
| Blancs et nuls | Blancs et nuls           | Blancs et nuls | 560          | 5,12         | 457         | 4,78        |
| Exprimés       | Exprimés                 | Exprimés       | 10 383       | 94,88        | 9 098       | 95,22       |

*sortant

### Canton de Bourg-lès-Valence
| Candidats      | Candidats          | Étiquette      | Premier tour | Premier tour | Second tour | Second tour |
| Candidats      | Candidats          | Étiquette      | Voix         | %            | Voix        | %           |
| -------------- | ------------------ | -------------- | ------------ | ------------ | ----------- | ----------- |
|                | Gérard Gaud*       | PS             | 3 737        | 40,07        | 4 202       | 52,86       |
|                | Jean-Michel Merle  | UDF            | 2 399        | 25,72        | 3 748       | 47,14       |
|                | René Lauer         | FN             | 1 411        | 15,13        |             |             |
|                | Marie-Laure Vanier | Verts          | 1 060        | 11,36        |             |             |
|                | Michelle Moulin    | PCF            | 486          | 5,21         |             |             |
|                | Roger Borres       | DVD            | 234          | 2,51         |             |             |
|                |                    |                |              |              |             |             |
| Inscrits       | Inscrits           | Inscrits       | 14 335       | 100,00       | 14 336      | 100,00      |
| Abstention     | Abstention         | Abstention     | 4 575        | 31,91        | 5 849       | 40,80       |
| Votants        | Votants            | Votants        | 9 760        | 68,09        | 8 487       | 59,20       |
| Blancs et nuls | Blancs et nuls     | Blancs et nuls | 433          | 4,44         | 537         | 6,33        |
| Exprimés       | Exprimés           | Exprimés       | 9 327        | 95,56        | 7 950       | 93,67       |

*sortant

### Canton de Chabeuil
| Candidats      | Candidats              | Étiquette      | Premier tour | Premier tour | Second tour | Second tour |
| Candidats      | Candidats              | Étiquette      | Voix         | %            | Voix        | %           |
| -------------- | ---------------------- | -------------- | ------------ | ------------ | ----------- | ----------- |
|                | Maurice Morin          | UDF            | 2 249        | 27,89        | 3 671       | 60,11       |
|                | Jean-Pierre Badois     | UDF            | 1 462        | 18,13        | 2 436       | 39,89       |
|                | Jean-Noël Causse       | PS             | 1 142        | 14,16        |             |             |
|                | Clovis Idelon*         | PS             | 892          | 11,06        |             |             |
|                | Philippe Girard        | Verts          | 861          | 10,68        |             |             |
|                | Pierre Etienne         | FN             | 794          | 9,85         |             |             |
|                | Simone Lebrat          | PCF            | 320          | 3,97         |             |             |
|                | Michel Leroux          | DVD            | 171          | 2,12         |             |             |
|                | Paul Mollard Chaumette | DVD            | 172          | 2,13         |             |             |
|                |                        |                |              |              |             |             |
| Inscrits       | Inscrits               | Inscrits       | 11 561       | 100,00       | 11 561      | 100,00      |
| Abstention     | Abstention             | Abstention     | 3 160        | 27,33        | 4 579       | 39,61       |
| Votants        | Votants                | Votants        | 8 401        | 72,67        | 6 982       | 60,39       |
| Blancs et nuls | Blancs et nuls         | Blancs et nuls | 338          | 4,02         | 875         | 12,53       |
| Exprimés       | Exprimés               | Exprimés       | 8 063        | 95,98        | 6 107       | 87,47       |

*sortant

### Canton de Chatillon-en-Diois
| Candidats      | Candidats          | Étiquette      | Premier tour | Premier tour | Second tour | Second tour |
| Candidats      | Candidats          | Étiquette      | Voix         | %            | Voix        | %           |
| -------------- | ------------------ | -------------- | ------------ | ------------ | ----------- | ----------- |
|                | Gérard Védrines*   | GE             | 469          | 42,14        | 430         | 87,22       |
|                | André Favier       | RPR            | 341          | 30,64        | Retrait     | Retrait     |
|                | Patrick Brochier   | PCF            | 238          | 21,38        | 63          | 12,78       |
|                | Christian Salvador | FN             | 65           | 5,84         |             |             |
|                |                    |                |              |              |             |             |
| Inscrits       | Inscrits           | Inscrits       | 1 656        | 100,00       | 1 656       | 100,00      |
| Abstention     | Abstention         | Abstention     | 457          | 27,60        | 736         | 44,44       |
| Votants        | Votants            | Votants        | 1 199        | 72,40        | 920         | 55,56       |
| Blancs et nuls | Blancs et nuls     | Blancs et nuls | 86           | 7,17         | 427         | 46,41       |
| Exprimés       | Exprimés           | Exprimés       | 1 113        | 92,83        | 493         | 53,59       |

*sortant

### Canton de Die
| Candidats      | Candidats            | Étiquette      | Premier tour | Premier tour | Second tour | Second tour |
| Candidats      | Candidats            | Étiquette      | Voix         | %            | Voix        | %           |
| -------------- | -------------------- | -------------- | ------------ | ------------ | ----------- | ----------- |
|                | Jean-Pierre Rambaud* | PCF            | 785          | 25,99        | 946         | 31,29       |
|                | Isabelle Bizouard    | PS             | 715          | 23,68        | 1155        | 38,21       |
|                | André Roche          | PS             | 652          | 21,59        | 636         | 21,04       |
|                | Félix Figoli         | DVD            | 523          | 17,32        | 286         | 9,46        |
|                | Christian Robin      | FN             | 181          | 5,99         |             |             |
|                | Martine Sadier       | Verts          | 164          | 5,43         |             |             |
|                |                      |                |              |              |             |             |
| Inscrits       | Inscrits             | Inscrits       | 4 313        | 100,00       | 4 313       | 100,00      |
| Abstention     | Abstention           | Abstention     | 1 172        | 27,17        | 1 223       | 28,36       |
| Votants        | Votants              | Votants        | 3 141        | 72,83        | 3 090       | 71,64       |
| Blancs et nuls | Blancs et nuls       | Blancs et nuls | 121          | 3,85         | 67          | 2,17        |
| Exprimés       | Exprimés             | Exprimés       | 3 020        | 96,15        | 3 023       | 97,83       |

*sortant

### Canton de Dieulefit
| Candidats      | Candidats       | Étiquette      | Premier tour | Premier tour | Second tour | Second tour |
| Candidats      | Candidats       | Étiquette      | Voix         | %            | Voix        | %           |
| -------------- | --------------- | -------------- | ------------ | ------------ | ----------- | ----------- |
|                | Robert Palluel  | RPR            | 740          | 20,28        | 1 432       | 41,17       |
|                | Michel Valentin | PS             | 591          | 16,20        | 1 084       | 31,17       |
|                | Claude Busac    | PS             | 547          | 14,99        | 962         | 27,66       |
|                | Gilbert Marcel  | DVD            | 403          | 11,04        |             |             |
|                | Pierre Burstow  | Verts          | 397          | 10,88        |             |             |
|                | Hubert Laurent  | EXG            | 286          | 7,84         |             |             |
|                | René Raspail    | DVD            | 207          | 5,67         |             |             |
|                | Jean Thome      | PCF            | 184          | 5,04         |             |             |
|                | Patrick Berard  | FN             | 172          | 4,71         |             |             |
|                | Max Jolivet     | DVD            | 92           | 2,52         |             |             |
|                | Claudette Munoz | EXD            | 30           | 0,82         |             |             |
|                |                 |                |              |              |             |             |
| Inscrits       | Inscrits        | Inscrits       | 4 993        | 100,00       | 4 993       | 100,00      |
| Abstention     | Abstention      | Abstention     | 1 196        | 23,95        | 1 373       | 27,50       |
| Votants        | Votants         | Votants        | 3 797        | 76,05        | 3 620       | 72,50       |
| Blancs et nuls | Blancs et nuls  | Blancs et nuls | 148          | 3,90         | 142         | 3,92        |
| Exprimés       | Exprimés        | Exprimés       | 3 649        | 96,10        | 3 478       | 96,08       |

### Canton de Grignan
| Candidats      | Candidats             | Étiquette      | Premier tour | Premier tour | Second tour | Second tour |
| Candidats      | Candidats             | Étiquette      | Voix         | %            | Voix        | %           |
| -------------- | --------------------- | -------------- | ------------ | ------------ | ----------- | ----------- |
|                | Alain Blanc*          | UDF            | 1 343        | 38,01        | 1 797       | 57,58       |
|                | Marc Roustan          | PS             | 857          | 24,26        | 1 324       | 42,42       |
|                | Marius Vigne          | FN             | 364          | 10,30        |             |             |
|                | Georges Barry         | PCF            | 303          | 8,58         |             |             |
|                | Jean-Pierre Morichaud | Verts          | 295          | 8,35         |             |             |
|                | Claude Masson         | DVD            | 223          | 6,31         |             |             |
|                | Alain-Philippe Nathan | GE             | 148          | 4,19         |             |             |
|                |                       |                |              |              |             |             |
| Inscrits       | Inscrits              | Inscrits       | 4 846        | 100,00       | 4 846       | 100,00      |
| Abstention     | Abstention            | Abstention     | 1 108        | 22,86        | 1 464       | 30,21       |
| Votants        | Votants               | Votants        | 3 738        | 77,14        | 3 382       | 69,79       |
| Blancs et nuls | Blancs et nuls        | Blancs et nuls | 205          | 5,48         | 261         | 7,72        |
| Exprimés       | Exprimés              | Exprimés       | 3 533        | 94,52        | 3 121       | 92,28       |

*sortant

### Canton de Luc-en-Diois
| Candidats      | Candidats                 | Étiquette      | Premier tour | Premier tour | Second tour | Second tour |
| Candidats      | Candidats                 | Étiquette      | Voix         | %            | Voix        | %           |
| -------------- | ------------------------- | -------------- | ------------ | ------------ | ----------- | ----------- |
|                | Charles Monge             | DVD            | 409          | 36,39        | 576         | 56,14       |
|                | Jean Tourres              | PS             | 290          | 25,80        | 450         | 43,86       |
|                | Jean-Claude Oddon         | DVD            | 177          | 15,75        | Retrait     | Retrait     |
|                | Bruno Carot               | Verts          | 78           | 6,94         |             |             |
|                | Thierry Awenengo Dalberto | UDF            | 76           | 6,76         |             |             |
|                | Jean-Louis Simon          | PCF            | 64           | 5,69         |             |             |
|                | Philippe Coste            | FN             | 30           | 2,67         |             |             |
|                |                           |                |              |              |             |             |
| Inscrits       | Inscrits                  | Inscrits       | 1 502        | 100,00       | 1 502       | 100,00      |
| Abstention     | Abstention                | Abstention     | 347          | 23,10        | 393         | 26,17       |
| Votants        | Votants                   | Votants        | 1 155        | 76,90        | 1 109       | 73,83       |
| Blancs et nuls | Blancs et nuls            | Blancs et nuls | 31           | 2,68         | 83          | 7,48        |
| Exprimés       | Exprimés                  | Exprimés       | 1 124        | 97,32        | 1 026       | 92,52       |

### Canton de Montélimar-1
| Candidats      | Candidats           | Étiquette      | Premier tour | Premier tour | Second tour | Second tour |
| Candidats      | Candidats           | Étiquette      | Voix         | %            | Voix        | %           |
| -------------- | ------------------- | -------------- | ------------ | ------------ | ----------- | ----------- |
|                | Alain Fort          | PS             | 2 453        | 34,69        | 3 178       | 48,52       |
|                | Jean-Jacques Ayzac* | UDF            | 1 754        | 24,80        | 3 372       | 51,48       |
|                | Gisèle Didier       | UDF            | 1 168        | 16,52        | Retrait     | Retrait     |
|                | Annick Ferrier      | FN             | 992          | 14,03        |             |             |
|                | Marceau Fournier    | PCF            | 446          | 6,31         |             |             |
|                | Claudette Munoz     | EXD            | 259          | 3,66         |             |             |
|                |                     |                |              |              |             |             |
| Inscrits       | Inscrits            | Inscrits       | 10 430       | 100,00       | 10 430      | 100,00      |
| Abstention     | Abstention          | Abstention     | 2 893        | 27,74        | 3 394       | 32,54       |
| Votants        | Votants             | Votants        | 7 537        | 72,26        | 7 036       | 67,46       |
| Blancs et nuls | Blancs et nuls      | Blancs et nuls | 465          | 6,17         | 486         | 6,91        |
| Exprimés       | Exprimés            | Exprimés       | 7 072        | 93,83        | 6 550       | 93,09       |

*sortant

### Canton de Montélimar-2
| Candidats      | Candidats          | Étiquette      | Premier tour | Premier tour | Second tour | Second tour |
| Candidats      | Candidats          | Étiquette      | Voix         | %            | Voix        | %           |
| -------------- | ------------------ | -------------- | ------------ | ------------ | ----------- | ----------- |
|                | Thierry Cornillet* | UDF            | 3 505        | 37,51        | 4 056       | 45,45       |
|                | Firmin Chaleil     | PS             | 2 631        | 28,15        | 3 723       | 41,71       |
|                | Pierre Sauzet      | FN             | 1 470        | 15,73        | 1 146       | 12,84       |
|                | Marcel Magnon      | PCF            | 698          | 7,47         |             |             |
|                | Philippe Prothon   | DVD            | 496          | 5,31         |             |             |
|                | Claudette Munoz    | EXD            | 348          | 3,72         |             |             |
|                | Francis Amoros     | DVD            | 197          | 2,11         |             |             |
|                |                    |                |              |              |             |             |
| Inscrits       | Inscrits           | Inscrits       | 13 800       | 100,00       | 13 800      | 100,00      |
| Abstention     | Abstention         | Abstention     | 3 637        | 26,36        | 4 277       | 30,99       |
| Votants        | Votants            | Votants        | 10 163       | 73,64        | 9 523       | 69,01       |
| Blancs et nuls | Blancs et nuls     | Blancs et nuls | 818          | 8,05         | 598         | 6,28        |
| Exprimés       | Exprimés           | Exprimés       | 9 345        | 91,95        | 8 925       | 93,72       |

*sortant

### Canton de La Motte-Chalancon
| Candidats      | Candidats           | Étiquette      | Premier tour | Premier tour | Second tour | Second tour |
| Candidats      | Candidats           | Étiquette      | Voix         | %            | Voix        | %           |
| -------------- | ------------------- | -------------- | ------------ | ------------ | ----------- | ----------- |
|                | Jean-Marie Bertrand | PS             | 180          | 24,59        | 244         | 33,84       |
|                | Claude Brès         | DVD            | 131          | 17,90        | 288         | 39,94       |
|                | Emile Piccardi      | DVD            | 122          | 16,67        | 189         | 26,21       |
|                | Jean-Régis Tortel   | UDF            | 99           | 13,52        | Retrait     | Retrait     |
|                | Marc Chancel        | PS             | 63           | 8,61         |             |             |
|                | Christian Mancip    | Verts          | 40           | 5,46         |             |             |
|                | Pierre Grassot      | PS             | 39           | 5,33         |             |             |
|                | Pierre Chauvin      | PS             | 38           | 5,19         |             |             |
|                | Brice Cotar         | FN             | 13           | 1,78         |             |             |
|                | Denis Lesenne       | PCF            | 7            | 0,96         |             |             |
|                |                     |                |              |              |             |             |
| Inscrits       | Inscrits            | Inscrits       | 955          | 100,00       | 956         | 100,00      |
| Abstention     | Abstention          | Abstention     | 201          | 21,05        | 203         | 21,23       |
| Votants        | Votants             | Votants        | 754          | 78,95        | 753         | 78,77       |
| Blancs et nuls | Blancs et nuls      | Blancs et nuls | 22           | 2,92         | 32          | 4,25        |
| Exprimés       | Exprimés            | Exprimés       | 732          | 97,08        | 721         | 95,75       |

### Canton de Nyons
| Candidats      | Candidats             | Étiquette      | Premier tour | Premier tour | Second tour | Second tour |
| Candidats      | Candidats             | Étiquette      | Voix         | %            | Voix        | %           |
| -------------- | --------------------- | -------------- | ------------ | ------------ | ----------- | ----------- |
|                | Michel Faure          | RPR            | 2 088        | 33,47        | 3 119       | 52,38       |
|                | Gérard Bertrand       | PS             | 1 898        | 30,43        | 2 836       | 47,62       |
|                | Albert Rosset         | FN             | 707          | 11,33        |             |             |
|                | Laurent Donzet        | PCF            | 476          | 7,63         |             |             |
|                | Jean-Pierre Duchet    | Verts          | 476          | 7,63         |             |             |
|                | Jean-Francois Dottori | GE             | 475          | 7,61         |             |             |
|                | Serge Wattel          | DVD            | 118          | 1,89         |             |             |
|                |                       |                |              |              |             |             |
| Inscrits       | Inscrits              | Inscrits       | 9 021        | 100,00       | 9 016       | 100,00      |
| Abstention     | Abstention            | Abstention     | 2 388        | 26,47        | 2 595       | 28,78       |
| Votants        | Votants               | Votants        | 6 633        | 73,53        | 6 421       | 71,22       |
| Blancs et nuls | Blancs et nuls        | Blancs et nuls | 395          | 5,96         | 466         | 7,26        |
| Exprimés       | Exprimés              | Exprimés       | 6 238        | 94,04        | 5 955       | 92,74       |

### Canton de Pierrelatte
| Candidats      | Candidats         | Étiquette      | Premier tour | Premier tour |
| Candidats      | Candidats         | Étiquette      | Voix         | %            |
| -------------- | ----------------- | -------------- | ------------ | ------------ |
|                | Jean Mouton*      | UDF            | 3 825        | 51,26        |
|                | Bruno Jouve       | FN             | 1 204        | 16,14        |
|                | Eric Lanzarone    | PS             | 702          | 9,41         |
|                | Jean-Luc Fauche   | Verts          | 642          | 8,60         |
|                | Alain Berard      | DVD            | 456          | 6,11         |
|                | Francoise Simonot | PCF            | 411          | 5,51         |
|                | Jacques Benoist   | PS             | 222          | 2,98         |
|                |                   |                |              |              |
| Inscrits       | Inscrits          | Inscrits       | 11 528       | 100,00       |
| Abstention     | Abstention        | Abstention     | 3 729        | 32,35        |
| Votants        | Votants           | Votants        | 7 799        | 67,65        |
| Blancs et nuls | Blancs et nuls    | Blancs et nuls | 337          | 4,32         |
| Exprimés       | Exprimés          | Exprimés       | 7 462        | 95,68        |

*sortant

### Canton de Rémuzat
| Candidats      | Candidats           | Étiquette      | Premier tour | Premier tour |
| Candidats      | Candidats           | Étiquette      | Voix         | %            |
| -------------- | ------------------- | -------------- | ------------ | ------------ |
|                | Jean-Marcel Besson* | PS             | 585          | 63,24        |
|                | Michel Buis         | PCF            | 105          | 11,35        |
|                | Eric Rebaud         | Verts          | 99           | 10,70        |
|                | Daniel Le Goff      | DVD            | 82           | 8,86         |
|                | Christian Gerardin  | FN             | 54           | 5,84         |
|                |                     |                |              |              |
| Inscrits       | Inscrits            | Inscrits       | 1 223        | 100,00       |
| Abstention     | Abstention          | Abstention     | 243          | 19,87        |
| Votants        | Votants             | Votants        | 980          | 80,13        |
| Blancs et nuls | Blancs et nuls      | Blancs et nuls | 55           | 5,61         |
| Exprimés       | Exprimés            | Exprimés       | 925          | 94,39        |

### Canton de Saint-Jean-en-Royans
| Candidats      | Candidats        | Étiquette      | Premier tour | Premier tour |
| Candidats      | Candidats        | Étiquette      | Voix         | %            |
| -------------- | ---------------- | -------------- | ------------ | ------------ |
|                | Gérard Sibeud*   | RPR            | 1 911        | 55,23        |
|                | Albert Villard   | PS             | 800          | 23,12        |
|                | Bruno Dumas      | PCF            | 271          | 7,83         |
|                | Jean-Paul Vieron | Verts          | 238          | 6,88         |
|                | Pierre Prados    | FN             | 174          | 5,03         |
|                | Arthur Echevet   | PS             | 66           | 1,91         |
|                |                  |                |              |              |
| Inscrits       | Inscrits         | Inscrits       | 4 721        | 100,00       |
| Abstention     | Abstention       | Abstention     | 1 122        | 23,77        |
| Votants        | Votants          | Votants        | 3 599        | 76,23        |
| Blancs et nuls | Blancs et nuls   | Blancs et nuls | 139          | 3,86         |
| Exprimés       | Exprimés         | Exprimés       | 3 460        | 96,14        |

### Canton de Tain-l'Hermitage
| Candidats      | Candidats               | Étiquette      | Premier tour | Premier tour | Second tour | Second tour |
| Candidats      | Candidats               | Étiquette      | Voix         | %            | Voix        | %           |
| -------------- | ----------------------- | -------------- | ------------ | ------------ | ----------- | ----------- |
|                | Serge Blache            | PS             | 2 567        | 30,12        | 3 922       | 49,37       |
|                | Gilbert Bouchet         | RPR            | 1 598        | 18,75        | 4 022       | 50,63       |
|                | André Pelisse           | FN             | 1 037        | 12,17        |             |             |
|                | Pierre Banc             | UDF            | 880          | 10,33        |             |             |
|                | Henri Garcia            | Verts          | 593          | 6,96         |             |             |
|                | Bernadette Durand       | DVD            | 534          | 6,27         |             |             |
|                | Yves Gautier            | PCF            | 487          | 5,71         |             |             |
|                | Jacques Gros Desormeaux | DVD            | 276          | 3,24         |             |             |
|                | Pierre-Claude Tracol    | DVD            | 253          | 2,97         |             |             |
|                | André Delhome           | DVD            | 192          | 2,25         |             |             |
|                | Claudette Munoz         | EXD            | 105          | 1,23         |             |             |
|                |                         |                |              |              |             |             |
| Inscrits       | Inscrits                | Inscrits       | 11 978       | 100,00       | 11 976      | 100,00      |
| Abstention     | Abstention              | Abstention     | 3 024        | 25,25        | 3 475       | 29,02       |
| Votants        | Votants                 | Votants        | 8 954        | 74,75        | 8 501       | 70,98       |
| Blancs et nuls | Blancs et nuls          | Blancs et nuls | 432          | 4,82         | 557         | 6,55        |
| Exprimés       | Exprimés                | Exprimés       | 8 522        | 95,18        | 7 944       | 93,45       |

### Canton de Valence-2
| Candidats      | Candidats          | Étiquette      | Premier tour | Premier tour | Second tour | Second tour |
| Candidats      | Candidats          | Étiquette      | Voix         | %            | Voix        | %           |
| -------------- | ------------------ | -------------- | ------------ | ------------ | ----------- | ----------- |
|                | Patrick Labaune*   | RPR            | 2 489        | 38,57        | 3 528       | 61,75       |
|                | Emile Brunel       | PS             | 1 496        | 23,18        | 2 185       | 38,25       |
|                | Germaine Burgaz    | FN             | 878          | 13,60        |             |             |
|                | Gérald Perrier     | Verts          | 426          | 6,60         |             |             |
|                | Arlette Ducros     | PCF            | 334          | 5,18         |             |             |
|                | Michel Dobelli     | PS             | 300          | 4,65         |             |             |
|                | Anne-Marie Lombard | DVD            | 234          | 3,63         |             |             |
|                | Lionel Fournat     | DVD            | 106          | 1,64         |             |             |
|                | Nicole Savolle     | EXD            | 73           | 1,13         |             |             |
|                | Daniel Collas      | DVD            | 62           | 0,96         |             |             |
|                | Nicole Lefeuvre    | DVD            | 56           | 0,87         |             |             |
|                |                    |                |              |              |             |             |
| Inscrits       | Inscrits           | Inscrits       | 9 993        | 100,00       | 9 994       | 100,00      |
| Abstention     | Abstention         | Abstention     | 3 293        | 32,95        | 3 949       | 39,51       |
| Votants        | Votants            | Votants        | 6 700        | 67,05        | 6 045       | 60,49       |
| Blancs et nuls | Blancs et nuls     | Blancs et nuls | 246          | 3,67         | 332         | 5,49        |
| Exprimés       | Exprimés           | Exprimés       | 6 454        | 96,33        | 5 713       | 94,51       |

*sortant

### Canton de Valence-4
| Candidats      | Candidats            | Étiquette      | Premier tour | Premier tour | Second tour | Second tour |
| Candidats      | Candidats            | Étiquette      | Voix         | %            | Voix        | %           |
| -------------- | -------------------- | -------------- | ------------ | ------------ | ----------- | ----------- |
|                | Jean-Claude Laurent  | RPR            | 1 582        | 30,66        | 2 239       | 46,61       |
|                | Pierre Favrat*       | PS             | 1 436        | 27,83        | 1 931       | 40,20       |
|                | Robert Merindol      | FN             | 965          | 18,70        | 634         | 13,20       |
|                | Patrick Regnier      | EXG            | 550          | 10,66        |             |             |
|                | Jean-Michel Bochaton | PCF            | 343          | 6,65         |             |             |
|                | Viviane Macia        | DVD            | 138          | 2,67         |             |             |
|                | Perico Boucherle     | EXD            | 81           | 1,57         |             |             |
|                | Claudette Munoz      | EXD            | 65           | 1,26         |             |             |
|                |                      |                |              |              |             |             |
| Inscrits       | Inscrits             | Inscrits       | 8 307        | 100,00       | 8 307       | 100,00      |
| Abstention     | Abstention           | Abstention     | 2 880        | 34,67        | 3 279       | 39,47       |
| Votants        | Votants              | Votants        | 5 427        | 65,33        | 5 028       | 60,53       |
| Blancs et nuls | Blancs et nuls       | Blancs et nuls | 267          | 4,92         | 224         | 4,46        |
| Exprimés       | Exprimés             | Exprimés       | 5 160        | 95,08        | 4 804       | 95,54       |

*sortant